# Кертіс Девіс
Кертіс Девіс (англ. Curtis Davies, нар. 15 березня 1985, Лондон) — англійський футболіст, захисник клубу «Галл Сіті».
Вихованець «Лутон Тауна», після чого виступав за «Вест-Бромвіч Альбіон», «Астон Віллу», «Лестер Сіті», «Бірмінгем Сіті» та «Галл Сіті», а також молодіжну збірну Англії. Володар Кубка англійської ліги.

## Клубна кар'єра
Народився 15 березня 1985 року в Лондоні. Його мати англійка, батько — виходець із Сьєрра-Леоне. Девіс почав свою футбольну кар'єру в клубі «Вімблдон», у віці 15 років. Через рік він був відрахований з «Вімблдону». Після цього Кертіс потрапив на перегляд в «Лутон Таун» і забивши в трьох іграх два голи він підписав контракт з «капелюшника».

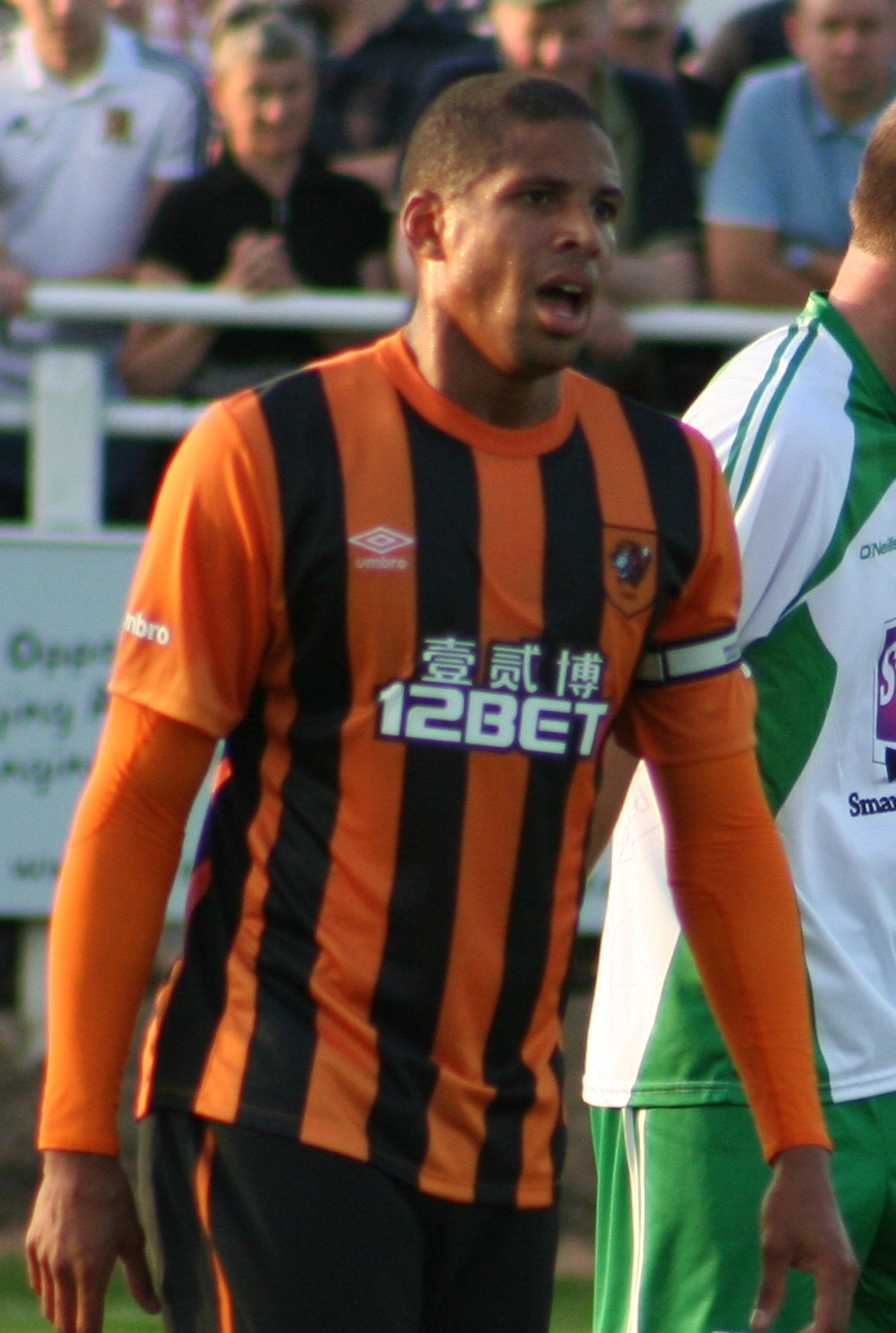
Кертіс Девіс під час виступів за «Галл Сіті». 21 липня 2014 року.

У дорослому футболі дебютував 2003 року виступами за основну команду «Лутон Таун», в якій провів два сезони, взявши участь у 56 матчах чемпіонату. За підсумками сезону 2004-05 Девіс з командою виграли Першу лігу і піднялися в Чемпіоншіп.
31 серпня 2005 році за 4,5 млн. євро Девіс був проданий в «Вест Бромвіч Альбіон», ставши найдорожчим футболістом в історії «Лутона». Він став відкриттям сезону 2005/06, але це не допомогло його клубу зберегти прописку в Прем'єр-лізі. Після закінчення сезону він уклав з клубом новий чотирирічний контракт, і отримав капітанську пов'язку. В кінці сезону 2006/07 Кертіс отримав травму і без нього «Вест Бром» поступився путівкою в прем'єр-лігу «Дербі Каунті», програвши йому в фіналі плей-оф 0:1.
Влітку 2007 року в його послугах зацікавилася «Астон Вілла» і Девіса віддали в річну оренду з правом подальшого викупу. Після закінчення терміну оренди «Вілла» викупила права на гравця за 10 млн. євро. Однак футболіст в клубі не заграв і спочатку був відданий в оренду в «Лестер Сіті», а потім проданий в «Бірмінгем Сіті» за 4 млн. євро.
У складі «Бірмінгема» Девіс дебютував 5 березня 2011 року в матчі 29-го туру проти «Вест Бромвіча». В тому ж сезоні став з командою володарем Кубка англійської ліги, хоча в жодному матчі того турніру так і не зіграв. Крім того команда зайняла 18 місце в Перм'єр-лізі і вилетіла в Чемпіоншіп, де Кертіс провів з командою наступні два сезони.
25 червня 2013 року перейшов в «Галл Сіті», підписавши з клубом трирічний контракт.. Був у основному складі команди у Фіналі кубка Англії 2014 року, в якому забив гол у ворота «Арсеналу», проте його команда все ж програла 2:3 в овертаймі. Крім того в тому ж сезоні команда зайняла 18 місце в Перм'єр-лізі і вилетіла в Чемпіоншіп, де Кертіс продовжив виступи з командою. Наразі встиг відіграти за клуб з Галла 73 матчі в національному чемпіонаті.

## Виступи за збірну
Протягом 2006–2007 років залучався до складу молодіжної збірної Англії. На молодіжному рівні зіграв у 3 офіційних матчах.

## Титули і досягнення
- Володар Кубка англійської ліги (1):

«Бірмінгем Сіті»: 2010-11